# Нейрогранин
Нейрогранин (англ. neurogranin; NRGN)– кальмодулин-связывающий белок, участвующий в сигнальном каскаде протеинкиназы С. Нейрогранин встречается только в мозге, в повышенной концентрации он содержится в дендритных шипиках. Нейрогранин является основным постсинаптическим кальмодулин(CaM)-связывающим белком, в то время как основным пресинаптическим CaM-связывающим белком является GAP-43. Нейрогранин связывается с кальмодулином в отсутствие кальция; фосфорилирование нейрогранина снижает его способность к образованию связи с  кальмодулином. Экспрессия гена NRGN предположительно контролируется гормонами щитовидной железы, что может говорить о связи нейрогранина с нарушениями функций мозга при гипотиреозе.  Человеческий нейрогранин состоит из 78 аминокислотных остатков.
Два исследования говорят о возможной связи гена NRGN с риском шизофрении в мужской популяции и о сниженной иммунореактивности нейрогранина в мозге больных шизофренией. 

## История
Локализованный в мозге белок p17 с неизвестной структурой, взаимодействующий с протеинкиназой С, был выделен из коровьего и крысиного мозга в 1991 году и получил название нейрогранин.  Человеческий нейрогранин был получен в 1997 году; он оказался на 96% идентичен крысиному. 